# Allobates trilineatus
Allobates trilineatus es una especie de anfibio anuro de la familia Aromobatidae.

## Distribución geográfica
Esta especie habita entre los 100 y 250 m de altitud:
- en Perú, en las regiones de Loreto, Amazonas, Ucayali, Huánuco, Madre de Dios y Puno;
- en Bolivia, en los departamentos de La Paz, Pando, Cochabamba, Beni y Santa Cruz.[4]

Su presencia en Colombia, en los departamentos de Putumayo y Amazonas y en Brasil es incierta.
Las poblaciones de Ecuador observadas en las provincias de Pastaza, Orellana y Sucumbíos pertenecen a otra especie.

## Descripción
El holotipo de Allobates trilineatus es de 17 mm. Esta especie tiene una superficie dorsal pardusca veteada de claro y tiene una línea longitudinal grisácea. Una barra del mismo color extiende del ojo a la ingle. Un punto blanco marca cada lado del ano. Su lado ventral es blanco sucio y su garganta es gris. El macho tiene un gran saco vocal externo.

## Etimología
Su nombre de especie, compuesto del latín tri-, "tres o triple", y lineatus, "raya", le fue dado en referencia a su librea.

## Publicación original
- Boulenger, 1884 "1883" : On a Collection of Frogs from Yurimaguas, Huallaga River, Northern Peru. Proceedings of the Zoological Society of London, vol. 1883, n.º 4, p. 635-638[5]